# Keita Shiba
Keita Shiba (japanisch 柴 圭汰 Shiba Keita; * 12. September 2002 in der Präfektur Saitama) ist ein ehemaliger japanischer Fußballspieler.

## Karriere
Keita Shiba erlernte das Fußballspielen in der Schulmannschaft der Shohei High School. Seinen ersten Profivertrag unterschrieb er im Februar 2021 beim Fukushima United FC. Der Verein aus Fukushima, einer Großstadt in der gleichnamigen Präfektur Fukushima im Nordosten der Hauptinsel Honshū, spielte in der dritten japanischen Liga. Sein Drittligadebüt gab Keita Shiba am 14. März 2021 (1. Spieltag) im Heimspiel gegen den Fujieda MYFC. Hier wurde er in der 86. Minute für Hiroshi Yoshinaga eingewechselt. Nach insgesamt 30 Ligaspielen beendete er nach der Saison 2023 seine Karriere als Fußballspieler.